# Рудянська сільська рада (Сквирський район)
| Рудянська сільська рада — колишній орган місцевого самоврядування у Сквирському районі Київської області з адміністративним центром у с. Руда. Історична дата утворення: 8 січня 1991 року . Сільській раді підпорядковані населені пункти: - с. Руда - с. Владиславка |

## Склад ради
Рада складається з 16 депутатів та голови.

### Керівний склад ради
| ПІБ                  | Основні відомості                                                 | Дата обрання | Дата звільнення |
| -------------------- | ----------------------------------------------------------------- | ------------ | --------------- |
| Дзюба Любов Петрівна | Сільський голова, 1959 року народження, освіта, позапартійна      | 26.03.2006   | 31.10.2010      |
| Дзюба Любов Петрівна | Сільський голова, 1959 року народження, освіта вища, позапартійна | 31.10.2010   |                 |

Примітка: таблиця складена за даними джерела